# Carlo Tamberlani
Carlo Tamberlani (11 de marzo de 1899 – 5 de agosto de 1980) fue un actor teatral y cinematográfico de nacionalidad italiana.

## Biografía
Hijo de un matrimonio de intérpretes teatrales, Vincenzo Tamberlani y Anna Usai, nació en Salice Salentino, Italia, mientras la compañía de su padres se encontraba allí a causa de una actuación. Su nombre completo era Francesco Paolo Carlo Tamberlani, y tras sus inicios artísticos junto a su familia, tras la Primera Guerra Mundial trabajó con diversos grupos teatrales – los de Ettore Paladini, Virginia Reiter, Alda Borelli, Virgilio Talli, Ruggero Ruggeri – antes de entrar, en 1927, en la compañía de Bella Starace Sainati, cuya dirección asumiría junto a su hermano, Nando Tamberlani. 
A través de otras experiencias - entre ellas la subdirección de la compañía de Ermete Zacconi – llegó en 1933-1934 a trabajar con Kiki Palmer y a interpretar Hipólito de Eurípides (Vicenza, 1934), Agamenón de Esquilo, e Ifigenia en Áulide de Eurípides (1934). En 1935, y con Cele Abba, actuó en Coriolano y Julio César, de William Shakespeare. Desde 1936 hasta 1939 fue profesor de la Academia nacional de arte dramático Silvio D'Amico, siendo después primer actor del Teatro delle Arti de Roma trabajando con Emma Gramatica. En 1947 fue asignado a la cátedra de interpretación del Centro Sperimentale di Cinematografia de Roma, cargo que desempeñó hasta 1957. 
En 1942 Tamberlani recibió el título de Commendatore del Reino y publicó diversos libros dedicados a la interpretación.
Tamberlani tuvo destacadas actuaciones teatrales en Edipo en Colono de Sófocles (1946), Como gustéis de Shakespeare (1948) y Corruzione a Palazzo di Giustizia de Ugo Betti (1949). Tras haber dirigido en Barcelona, España (1950-1952), formó la compañía Barbara-Villa-Tamberlani – en la cual colaboraban Renato Chiantoni y Pina Gallini – volviendo sobre la escena con producciones de Cuento de invierno de Shakespeare (1954), L'albergo dei poveri de Máximo Gorki (1954), El gran teatro del mundo de Pedro Calderón de la Barca (1955) y Coriolano de Shakespeare (1956). En Sicilia, ya en la década de 1960, fue intérprete de Las bacantes de Eurípides (Teatro griego de Tíndaris, 1959), Tutto per bene de Luigi Pirandello y Una luna per i bastardi de Eugene O'Neill (Palermo, 1961). 
Activo en el cine, es recordado como intérprete de numerosos filmes, inicialmente como protagonista, y después, poco a poco, con papeles de reparto de escaso relieve artístico, salvo pocas excepciones como Scipione l'Africano de Carmine Gallone (1937), Piccolo mondo antico de Mario Soldati (1941), Divina creatura de Giuseppe Patroni Griffi (1975), o Cadaveri eccellenti de Francesco Rosi (1976). Además, Tamberlani trabajó de manera esporádica en la televisión (Il commissario De Vincenzi, 1977)
Carlo Tamberlani falleció en Subiaco, Italia, en 1980.

## Filmografía
| - La lanterna del diavolo, de Carlo Campogalliani (1931) - Passaporto rosso, de Guido Brignone (1935) - Teresa Confalonieri, de Guido Brignone (1935) - Tredici uomini e un cannone, de Giovacchino Forzano (1936) - La damigella di Bard, de Mario Mattoli (1936) - Condottieri, de Luis Trenker (1937) - Scipione l'Africano, de Carmine Gallone (1937) - L'albergo degli assenti, de Raffaello Matarazzo (1938) - Giuseppe Verdi, de Carmine Gallone (1938) - Lotte nell'ombra, de Domenico M. Gambino (1938) - Il conte di Bréchard, de Mario Bonnard (1938) - Il fornaretto di Venezia, de Duilio Coletti (1939) - L'ospite di una notte, de Giuseppe Guarino (1939) - Le educande di Saint-Cyr, de Gennaro Righelli (1939) - Il ladro sono io, de Flavio Calzavara (1939) - Giuliano de' Medici, de Ladislao Vajda (1940) - Sin novedad en el Alcázar, de Augusto Genina (1940) - Piccolo mondo antico, de Mario Soldati (1941) - Pia de' Tolomei, de Esodo Pratelli (1941) - Il cavaliere senza nome, de Ferruccio Cerio (1941) - Turbine, de Camillo Mastrocinque (1941) - È caduta una donna, de Alfredo Guarini (1941) - Anime in tunulto, de Giulio Del Torre (1941) - La sonnambula, de Piero Ballerini (1942) - Perdizione, de Carlo Campogalliani (1942) - Le vie del cuore, de Camillo Mastrocinque (1942) - Documento Z 3, de Alfredo Guarini (1942) - Dente per dente, de Marco Elter (1942) - Bengasi, de Augusto Genina (1942) - Redenzione, de Marcello Albani (1942) - La sonnambula, de Piero Ballerini (1942) - Anime in tumulto, de Giulio Del Torre (1942) - Febbre, de Primo Zeglio (1943) - L'abito nero da sposa, de Luigi Zampa (1945) - La sua strada, de Mario Costa (1946) - Il passatore, de Duilio Coletti (1946) - L'Apocalisse, de Giuseppe Maria Scotese (1946) - Cuore, de Duilio Coletti (1947) - La sepolta viva, de Guido Brignone (1948) - I peggiori anni della nostra vita, de Mario Amendola (1949) - Cavalcata d'eroi, de Mario Costa (1949) - Adamo ed Eva, de Mario Mattoli (1949) - Santo disonore, de Guido Brignone (1949) - Demasiado tarde, de René Clément (1949) - Il bacio di una morta, de Guido Brugnone (1949) - Vespro siciliano, de Giorgio Pastina (1949) - Margherita da Cortona, de Mario Bonnard (1950) - Capitan Fantasma, de Primo Zeglio (1953) - Catalina de Inglaterra, de Arturo Ruiz Castillo (1951) - Bajo el cielo de Asturias, de Gonzalo Delgrás (1951) - Duda, de Julio Salvador (1951) - Un ladro in paradiso, de Domenico Paolella (1951) - Due sorelle amano, de Jacopo Comin (1951) - Il richiamo nella tempesta, de Oreste Palella (1952) - Noi peccatori, de Guido Brignone (1952) - Amarti è il mio peccato, de Sergio Grieco (1953) - Nerone e Messalina, de Primo Zeglio (1953) - Soli per le strade, de Silvio Siano (1953) - Frine cortigiana d'Oriente, de Mario Bonnard (1953) - La figlia del diavolo, de Gianfranco Parolini (1953) - Femmina, de Marc Allegret (1954) - Pietà per chi cade, de Mario Costa (1954) - Divisione Folgore, de Duilio Coletti (1954) - Adriana Lecouvreur, de Guido Salvini (1955) | - Suonno d'ammore, de Sergio Corbucci (1955) - Una sera di maggio, de Giorgio Pastina (1955) - Incatenata dal destino, de Enzo Di Gianni (1955) - Il conte Aquila, de Guido Salvini (1955) - Amici per la pelle, de Franco Rossi (1955) - Altair, de Leonardo De Mitri (1955) - Luna nuova, de Luigi Capuano (1955) - Suonno d'ammore, de Sergio Corbucci (1955) - Il cavaliere dalla spada nera, de Luigi Capuano (1956) - Scapricciatiello, de Luigi Capuano (1956) - Saranno uomini, de Silvio Siano (1956) - Maruzzella, de Luigi Capuano (1956) - I giorni più belli, de Mario Mattoli (1956) - Amaramente, de Luigi Capuano (1956) - I giorni più belli, de Mario Mattoli (1956) - Guaglione, de Giorgio Simonelli (1956) - Il ricatto di un padre, de Giuseppe Vari (1957) - Orizzonte infuocato, de Roberto Bianchi Montero (1957) - Il conte di Matera, de Luigi Capuano (1957) - Afrodite, dea dell'amore, de Mario Bonnard (1958) - Il cavaliere del castello maledetto, de Mario Costa (1958) - Il padrone delle ferriere, de Anton Giulio Majano (1958) - Adorabili bugiarde, de Nunzio Malasomma (1958) - I reali di Francia, de Mario Costa (1959) - Los últimos días de Pompeya, de Mario Bonnard y Sergio Leone (1959) - Il conquistatore di Maracaibo, de Eugenio Martín (1960) - Teseo contro il minotauro, de Silvio Amadio (1960) - Maciste nella valle dei re, de Carlo Campogalliani (1960) - Costantino il Grande, de Lionello De Felice (1960) - Sansone, de Gianfranco Parolini (1961) - El coloso de Rodas, de Sergio Leone (1961) - Il gigante di Metropolis, de Umberto Scarpelli (1961) - La guerra di Troia, de Giorgio Ferroni (1961) - Giulio Cesare il conquistatore delle Gallie, de Tanio Boccia (1962) - Zorro alla corte di Spagna, de Luigi Capuano (1962) - Il conquistatore di Corinto, de Mario Costa (1962) - Il vecchio testamento, de Gianfranco Parolini (1962) - Anno 79: la distruzione di Ercolano, de Gianfranco Parolini (1962) - La belva di Saigon, de Roberto Bianchi Montero (1963) - Il segno di Zorro, de Mario Caiano (1963) - Ercole contro Roma, de Piero Pierotti (1964) - Gli invincibili tre, de Gianfranco Parolini (1964) - Sansone e il tesoro degli Incas, de Piero Pierotti (1964) - Maciste nelle miniere di re Salomone, de Piero Regnoli (1964) - Gli schiavi più forti del mondo, de Michele Lupo(1964) - Il trionfo dei dieci gladiatori, de Nick Nostro (1964) - Il leone di Tebe, de Giorgio Ferroni (1964) - Combate de gigantes, de Giorgio Capitani (1964) - Agente S3S: OPERAZIONE Uranio, de Alberto Carbone (1965) - Sette contro tutti, de Michele Lupo (1965) - I predoni del Sahara, de Guido Malatesta (1965) - Viva Gringo, de George Marischka (1966) - La vergine di Samoa, de Javier Setò (1967) - I fantastici tre Supermen, de Gianfranco Parolini (1967) - ...Se incontri Sartana prega per la tua morte, de Gianfranco Parolini (1968) - Ehi amico... c'è Sabata, hai chiuso!, de Gianfranco Parolini (1969) - La scoperta, de Elio Piccon (1969) - Sotto a chi tocca!, de Gianfranco Parolini (1972) - Il consigliori, de Alberto De Martino (1973) - Divina creatura, de Giuseppe Patroni Griffi (1975) - Cadaveri eccellenti, de Francesco Rosi (1976) |

## Teatro
- Anna Christie, de Eugene O'Neill, dirección de Anton Giulio Bragaglia, con Anna Magnani y Mario Besesti, Teatro delle Arti de Roma (28 de mayo de 1939)
- Como gustéis, de William Shakespeare, dirección de Luchino Visconti, con Nerio Bernardi y Cesare Fantoni, Teatro Eliseo de Roma, 20 de noviembre de 1948.